# 청차우섬

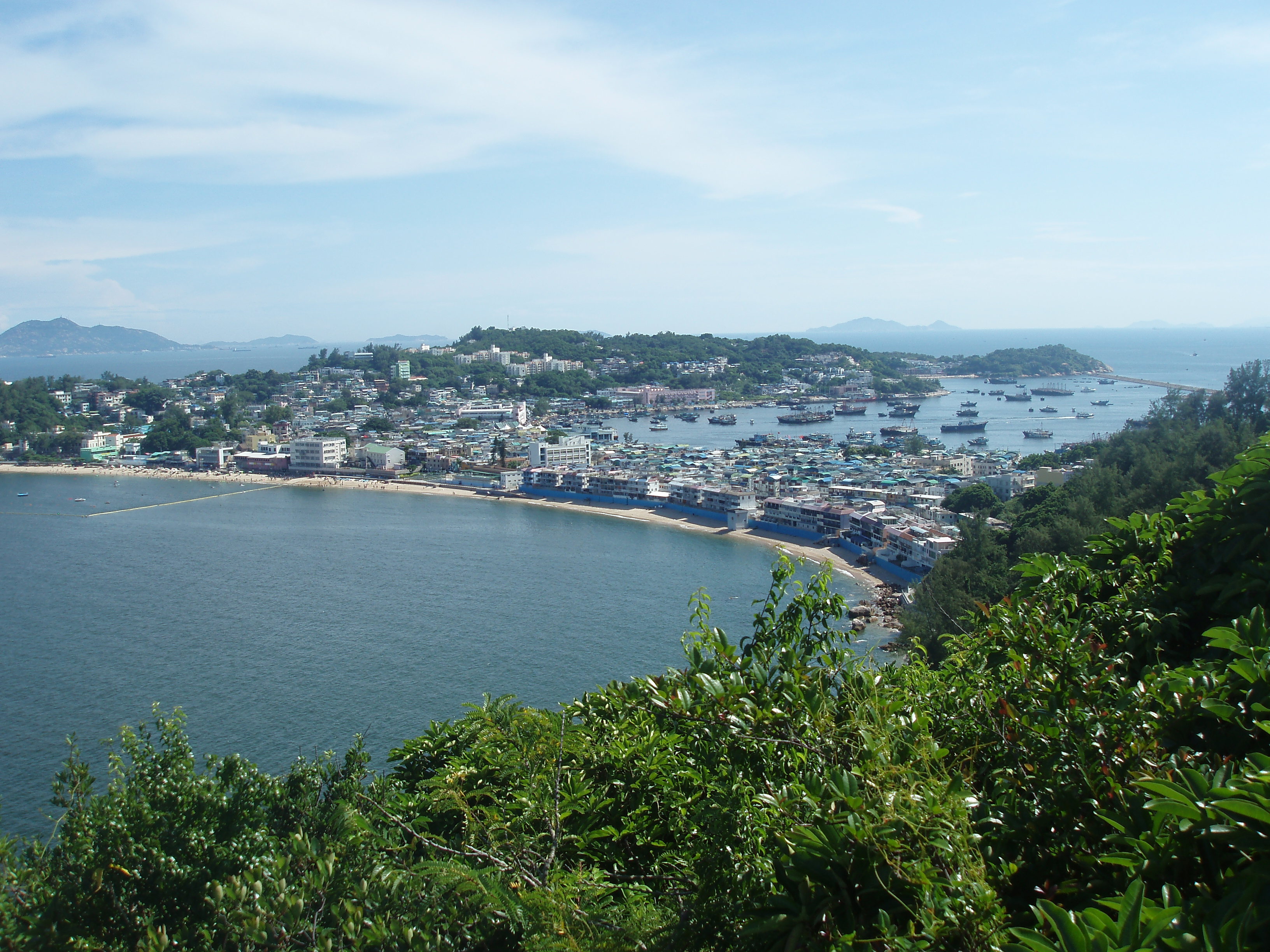
청차우섬

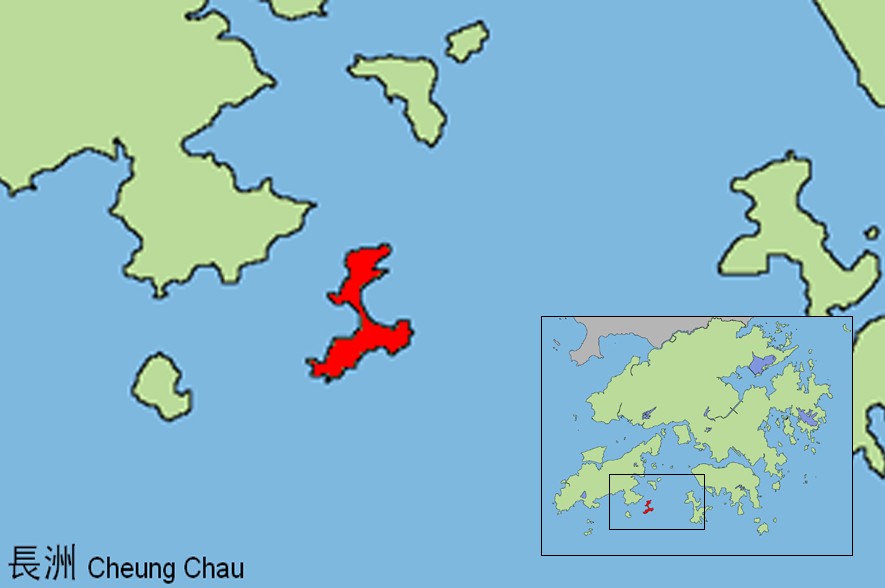
청차우섬의 위치 지도

청차우섬(長洲, Cheung Chau)은 홍콩의 섬으로 서쪽으로 란터우섬과 지리적으로 가깝고, 홍콩섬으로부터 남서쪽으로 10km 떨어져 있다. 아령처럼 생겨서 아령도라고도 불린다. 면적은 2.46km2, 가장 높은 고도는 95m다. 홍콩에 있는 다른 많은 곳들보다 주민들이 더 오래 동안 거주했고 2021년 현재 인구는 19,769명으로 그 중 중국계가 92.7%, 인니계가 2%, 백인이 1.5%다. 인구밀도는 9882.93명이다. 행정구역은 레이도구 소속이다.

## 지리
청차우섬은 육계사주로 이어진 화강암 두 덩이로 형성되어 있다. 섬이 길쭉한 모양이라서 한자 길 장(長)이 섬의 이름이 됐다. 북쪽과 남쪽은 고도가 높고 거주지는 그 사이에 집중되어 있다.

## 경제
섬의 중앙 지역은 상점과 주택이 성하다. 섬을 남북으로 잇는 지점은 굉장히 좁아서 차량 운행이 불가능하다. 대신 공식적으로 '향촌차량'이라는 이름이 붙은 소형 트럭들이 있는데 특수 설계된 소형 소방차, 구급차, 경찰차를 포함한다.
북쪽과 남쪽의 언덕들에도 주거 지역이 있다.
전통적으로 청차우섬은 어촌이었고 지금도 항구에서 일하는 어선이 있지만 근년에 청차우섬은 여행객들이 오는 장소가 됐는데 모래 해변, 해산물 카페, 전통 중국 문화를 제공한다.

## 역사
홍콩영토확장조약 조항에 따라 신계와 청차우섬을 포함한 작은 섬 200여 곳이 영국에 조차됐다. 그때 청차우는 주로 어촌이었는데 육상에 사는 사람보다 정크선에 사는 주민들이 더 많았다. 이미 민난인, 차오저우시 출신, 객가인 등 화난 출신들이 청차우섬에 정착했었다. 지역 어민들에게 상품이나 어구를 파는 상인, 수리 선박꾼이 모이고, 란터우섬 같은 인근 섬들에 사는 어민이나 소농민들을 대상으로 상업을 하는 장소로서 청차우섬은 점차 상업 중심지로 진화했다.
1911년 인구조사에 따르면 청차우섬 인구는 육상 거주자와 선박 거주자를 합해 7,686명이었고 그 중 남성은 4,519명이었다.

## 교통
선 페리가 센트럴 부두 5번 부두와 청차우섬 사이에 페리를 운영한다. 페리는 약 30분 마다 운행한다. 공휴일과 일요일 일정은 주중과 다르다. 20km 정도 이동하는 데 일반 페리로 55분, 고속 페리로 35분이 걸린다. 청차우섬의 부두에서는 센트럴 부두 뿐 아니라 다른 섬들로도 갈 수 있다.

## 출신 인물
- 리리산: 요트 선수, 1996년 하계 올림픽 금메달리스트

## 같이 보기
- 홍콩의 지역 목록